# مؤتمر الرياض (1927)
مؤتمر الرياض هو مؤتمر عقد في 25 رجب 1345 هـ / يناير 1927 واستمر حتى 8 شعبان من نفس العام. ودعا إليه الملك عبد العزيز آل سعود بعد أن بدأت بوادر تمرد الإخوان عليه في مؤتمر الإرطاوية سنة 1344هـ / 1926م. وأقيم المؤتمر لرأب الصدع بين عبد العزيز آل سعود ممثل الحاضرة والبادية وبين الإخوان، وحضر المؤتمر شيوخ القبائل والعلماء وعدد من زعماء الإخوان مثل فيصل الدويش وضيدان بن حثلين وتغيب عنه سلطان بن بجاد الذي برر عدم حضوره بقوله: «أنه لم يعد يثق بعبد العزيز بعدما اتخذنا قرارا بتجريمه وعزله». وقد خلص المؤتمر إلى إعلان الملك عبد العزيز |ملكا على مملكة الحجاز ونجد وملحقاتها (لقبه السابق هو سلطان نجد وملك الحجاز) إضافة إلى عدة فتاوي.

## المؤتمر
و قيل أن عدة من حضروا المؤتمر كانوا 3,000 إخواني ولفيفا من زعماء عتيبة ومطير والعجمان وشمر وبني خالد وقحطان وال مرة وعنزة وقبيلة حرب وقبيلة الدواسر وسبيع و العوازم وبني تميم وغيرهم. دعا ابن سعود إلى هذا الاجتماع في أعقاب مؤتمر الأرطاوية الإخواني الذي عقد عام 1344 هـ \ 1926 والذي أعد فيه زعماء الاخوان مذكرة احتجاج على بعض ما يقوم به ابن سعود.
و قد كان المغزى من الاجتماع الرد والتشاور في مسائل الخلاف التي آثارها مؤتمر الارطاوية. وكانت أهم نتائج المؤتمر فتوى من مشيخة نجد لجلاء بعض الغموض في النقاط التي آثارها الاخوان:
السلام عليكم ورحمة الله وبركاته، أما بعد: فقد ورد على الإمام ـ سلمه الله ـ سؤال من بعض الإخوان عن مسائل، وطلب منّا الجواب عنها، فأجبناه بما نرى. 
ـ 
أما مسألة البرقية، فهو أمر حادث، في آخر هذا الزمان، ولا نعلم حقيقته، ولا رأينا كلاماً عنه من أحد من أهل العلم. فتوقفنا في مسألته، ولا نقول على الله ورسوله، بغير علم. والجزم بالإباحة أو التحريم، يحتاج إلى الوقوف على حقيقته. 
وأما مسجد "حمزة" و"أبو رشيد" فأفتينا الإمام ـ وفّقه الله ـ أنهما يهدمان، على الفور. 
وأما القوانين، فإن كان موجود منها شيء في الحجاز، فيُزال فوراً، ولا يُحكم إلاّ بالشّرع المُطهّر. 
وأما دخول الحاج المصري بالسلاح والقوة، في بلد الله الحرام، فأفتينا الإمام بمنعهم من الدخول بالسلاح والقوة، ومن إظهار جميع المنكرات. 
وأما المحمل، فأفتينا بمنعه من دخول المسجد الحرام، ومن تمكين أحد أن يتمسح به أو يقبّله. وما يفعله أهله من الملاهي والمنكرات يُمنعون منها. وأما منعه عن مكة، بالكلية، فإن أمكن بلا مفسدة تعيّن، وإلاّ فاحتمال أخف المفسدتين، لدفع أعلاهما، ثابت، شرعاً.
وأما المكوس، فأفتينا الإمام، بأنها من المحرمات الظاهرة. فإن تَرَكَها، فهو الواجب عليه. وإن امتنع، فلا يجوز شق عصا المسلمين، والخروج عن طاعته، من أجْلها. 
أما الرافضة فأفتينا الامام ان يلزموا بالبيعة على الإسلام ويمنعهم من اظهار شعائر دينهم الباطل
وعلى الأمام أيده الله أن يأمر نائبه على الأحساء يحضرهم عند الشيخ أبن بشر ويبايعونه على دين الله ورسوله وترك الشرك من دعاء الصالحين من أهل البيت وغيرهم
وعلى ترك سائر البدع من اجتماعهم على مآتمهم وغيرها مما يقيمون به شعائر مذهبهم الباطل
ويمنعون من زيارة المشاهد ,وكذلك يلزمون بالاجتماع للصلوات الخمس هم وغيرهم في المساجد ويرتب فيهم أئمة ومؤذنين ونواباً من أهل السنة ,ويلزمون تعلم الأصول الثلاثة وكذلك إن كان لهم محال بنيت لإقامة البدع فيها فتهدم ويمنعون من إقامة البدع في المساجد وغيرها ومن أبى قبول ما ذكر فينفى عن بلاد المسلمين ,وأما الرافضة من أهل القطيف فيأمر الإمام أيده الله الشيخ يسافر إليهم ويلزمهم ما ذكرنا؛ وأما البوادي والقرى التي دخلت في ولاية المسلمين فأفتينا الإمام يبعث لهم دعاة ومعلمين ويلزم نوابه من الأمراء في كل ناحية بمساعدة الدعاة المذكورين على إلزامهم شرائع الإسلام ومنعهم من المحرمات ,وأما رافضة العراق الذين انتشروا وخالطوا بادية المسلمين فأفتينا الإمام بكفهم ,وأما الجهاد، فهو موكول إلى نظر الإمام. وعليه أن يراعي الأصح (أي الصحيح) للإسلام والمسلمين، على حسب ما تقتضيه الشريعة الغراء. 
نسأل الله لنا وله، ولكافة المسلمين، التوفيق والهداية. وصلى الله على نبينا، محمد، وآله وصحبه وسلم. 
محمد بن عبد اللطيف 
سعد بن حمد بن عتيق 
سليمان بن ناصر بن سحمان 
عبد الله بن عبد العزيز العنقري 
عمر بن محمد بن سليم 
صالح بن عبد العزيز 
عبد الله بن حسن 
عبد العزيز بن عبد اللطيف 
عمر بن عبد اللطيف 
محمد بن إبراهيم 
محمد بن عبد الله 
عبد الله بن زاحم 
محمد بن عثمان الشاوي 

## النتائج
و نجم عن هذه الفتوى قبول ابن سعود بتحريم جهاز البرقية والمذياع في بعض المناطق رغم أن الشريعة الإسلامية لم تحكم بذلك، وكذلك برغم أن بن سعود برهن بالتجربة أمامهم إمكانية استعمال هذه الأجهزة لبث التلاوة القرانية. كما امتنع المحمل المصري من دخول مكة حتى يومنا هذا وهدم المسجدين المذكورين في الفتوى لكن المكوس لم ترفع إلا بعد اكتشاف النفط وتحصيل عوائده. كما قام حاكم الأحساء بدعاء أحد اثنين من الشيعة أحدهم يدعى بوخمسين وتلقينهم الشهادة. وبذلك تعهد قادة الاخوان بمناصرة ابن سعود والولاء له وصافحوه قائلين له له «عاهدناك بالإخلاص قولا وفعلا».
و في سنة 1346 هـ بعد انفضاض الجمع قام مجموعة من الاخوان بقيادة الدويش بمهاجمة مخفر بئر البصية العراقي قرب الناصرية وقتل من فيه إلا واحدا فعد البريطانيون هذا العمل استفزازا يجب دفعه، فبعث بالطائرات الحربية التي ظلت تقصف الاخوان مدة 3 أشهر واحتج ابن سعود على لسان صحيفة أم القرى بأن البند الثالث من معاهدة العقير يمنع بناء قلاع على الآبار وبذلك اتجه الوضع برمته إلى التأزم. وقرر الفريقان تكرار الاجتماع في بريدة في عام 1346 هـ ليثبت ابن سعود للاخوان أنه واقف بصفهم في مسألة المخافر العراقية لكن أجل الاجتماع لحين انتهاء وفد بريطانيا المبتعث بقيادة قلبرت كلايتون من مفاوضاته مع ابن سعود. وتم الاتفاق إلى عقد مؤتمر أعيان الرياض الكبير الذي حضره ما بين 12 إلى 16 ألف شخص.